# فرودگاه نخجوان
فرودگاه نخجوان (به انگلیسی: Nakhchivan Airport) (به زبان ترکی آذربایجانی: Naxçıvan Hava Limanı) یک فرودگاه همگانی و نظامی با کد یاتا NAJ است که یک باند فرود بتن دارد و طول باند آن ۳۳۰۰ متر است. این فرودگاه در شهر نخجوان کشور جمهوری آذربایجان قرار دارد و در ارتفاع ۸۷۳ متری از سطح دریا واقع شده‌است.

## شرکت‌های هواپیمایی و مقصدهای پروازی
| شرکت               | مقصد             |
| ------------------ | ---------------- |
| آذربایجان ایرلاینز | حیدر علی‌اف، گنجه |
| ترکیش ایرلاینز     | گنجه، آتاترک     |
| یوتی‌ایر اوییشن     | ونوکووا          |